# Ingo Metzmacher
Ingo Metzmacher (Hannover, 10 de noviembre de 1957) es un director de orquesta alemán.

## Biografía
Pianista de formación, estudió dirección orquestal con Franco Ferrara. Perteneció al conjunto de música contemporánea Ensemble Modern, donde comenzó como pianista y llegó a ser su director permanente en 1985. 
Nombrado director asistente del teatro La Monnaie de Bruselas, dirigió aquí numerosas obras líricas.
En 1995, fue nombrado principal director invitado de la Orquesta Sinfónica de Bamberg.
Entre 1997 y 2005 fue director general de música en Hamburgo, quedando a su cargo tanto la Ópera como la Orquesta Filarmónica de Hamburgo. En este teatro se encargó de varias producciones de repercusión internacional, la mayor parte en colaboración con el director de escena Peter Konwitschny.
Desde 2005 tomó la dirección de la Ópera holandesa de Ámsterdam, cargo que mantuvo durante tres temporadas, durante las cuales condujo importantes producciones de óperas de Mozart, Henze, Korngold o Messiaen. 
En 2006 fue nombrado director titular de la Deutsches Symphonie-Orchester Berlin, siendo el primer director alemán en asumir este cargo. Abandonó la dirección de la orquesta en 2010, tras diversas desavenencias con la gerencia de la orquesta.
En las últimas temporadas, Metzmacher ha colaborado en producciones operísticas con el Festival de Salzburgo, la Ópera de Zúrich, la Staatsoper de Viena o la Staatsoper de Berlín. Como director sinfónico también ha aparecido con las principales orquestas de Viena, París, San Petersburgo, Roma, Berlín, etc.
En próximas temporadas está prevista su participación en nuevas producciones operísticas en el Festival de Salzburgo, Teatro Real de Madrid y Ópera de Ginebra (El Anillo del Nibelungo. de Wagner).

## Grabaciones
Metzmacher ha efectuado prestigiosas grabaciones de música contemporánea. La crítica ha destacado las que realizó con el Ensembre Modern (con obras de Conlon Nancarrow y Hans Werner Henze) y, especialmente, su integral de sinfonías de Karl Amadeus Hartmann que grabó con la Orquesta Sinfónica de Bamberg.
Algunas de sus producciones en la Ópera Holandesa han aparecido publicadas en DVD (San Francisco de Asís y el ciclo de Mozart).